# Gilberth Artavia
Gilberth Artavia Segura (Santa Cruz, 28 de septiembre de 1988) es un futbolista costarricense. Juega de delantero y su equipo actual es el Barrio México de la Segunda División de Costa Rica

## Clubes
| Club                | País       | Año               |
| ------------------- | ---------- | ----------------- |
| Santacruceña        | Costa Rica | 2006 - 2008       |
| Municipal Turrialba | Costa Rica | 2008              |
| Grecia              | Costa Rica | 2009              |
| Desamparados FC     | Costa Rica | 2009 - 2010       |
| Brujas              | Costa Rica | 2010 - 2011       |
| Barrio México       | Costa Rica | 2011 - actualidad |